# Dipsastraea marshae
Espèce
Dipsastraea marshae est une espèce de coraux appartenant à la famille des Merulinidae.